# Cameroon-Info.net
Cameroun-Info.net est l'un des premiers sites d’information en ligne sur le Cameroun.

## Histoire
Le site est en ligne dès l'an 2000.

## Contenus
Le site aborde l'actualité et les sujets de sociétés sur le Cameroun,.
Il est cité dans d'autres ouvrages,,. Il est l'objet de recherches et travaux universitaires,.